# Boy in the Box
Boy in the Box è il secondo album di Corey Hart pubblicato nel 1985.

## Tracce
1. Boy in the Box – 4:29
2. Komrade Kiev – 4:20
3. Never Surrender – 4:58
4. Sunny Place - Shady People – 4:21
5. Eurasian Eyes – 5:30
6. Everything in My Heart – 4:53
7. Silent Talking – 4:36
8. Waiting for You – 4:27
9. Water from the Moon – 3:47 (Hart, Russell Boswell)

## Formazione
- Corey Hart - voce, tastiera
- Russell Boswell - basso
- Gary Breit - tastiera
- Michael Hehir - chitarra
- Andy Hamilton - sassofonista
- Bruce Moffet - batteria